# Сихил
Сихил (лезг. сихил — «цӀи хел» буквально «кровный род») — единица организации лезгин, самоопределяющая кровным родством и общим происхождением входящих в неё людей.
Такие структуры прослеживаются со времён средневековья и к современному историческому периоду продолжают иметь важное значение для большой части лезгинского этноса, хотя в разных районах Дагестана и Азербайджана данный термин сихил может восприниматься немного по-разному, например как тухум или как уймах.

## Понятия терминов

### Хизан
Хизан, Хзан — семья, люди одного дома. Иногда назвались «са цӏаюн ксар» то есть люди одного огня. Это связано с тем что лезгины жили и до сих пор продолжают жить в довольно холодных климатических условиях в которых огонь необходим. Для лезгинской семьи важны такие качества как «сабур» — выдержка, терпеливость, «иман» — религиозность, праведность, «дуьзвал» — скромность, серьёзность, справедливость.

### Мирес
Мирес — близкие родственники, семейная община по линии мужского поколения, среди некоторых лезгин, по их адатам, до 50-60 миресов (фамилий) могли входить в один сихил.

### Ккам
Ккам — улица, квартал, сопоставим по некоторым аспектам с магалом. Большей степенью молодёжное объединение, нежели политическое. В каждом ккаме среди парней есть «чӏехид» (главный) которого все остальные слушаются. Одно из функций ккамов, следить за девушками своего ккама (улицы), у незнакомых узнавать для чего они пришли, помогать в коллективных работах (зачастую лезгины строят дома всей улицей, все приходят на помощь).

### Сихил
Сихил — «цІи хел» буквально «кровный род». Также сихил — «са» один и «хил» рука, в смысле «один кулак». Сихил это родовая организации общества. Каждый сихил имел своего единственного главу, свою родовую гору с которой по легенде они спустились (например гора СутІар для стІурцев) и особое родовое название, большей частью по имени основателя. Глава сихила, к которому все обращались за советами в житейских и семейных делах, отвечал за жизнь и продолжение рода (например запрещалось выходить замуж за другие сихилы, иметь меньше 5 детей и т. д. благодаря чему сихилы выживали), также наблюдал за поведением членов сихила, а нарушителей законов изгонял. Все члены сихила заботились и следили друг за другом.

### Хур
Основной тип поселения у лезгин — селения («хуьр»). Что касается общественной группировки лезгинского села, то оно делится на кварталы. Распространены крупные территориально-родственные поселения (один ккам — один сихил). Каждое селение имело мечеть, сельскую площадь — ким, где собирались жители (мужская его часть) на сельский сход для решения наиболее важных вопросов общественной жизни села.
Наряду с этой, почти нетронутой системой общинной организации то есть сихилами, среди лезгин есть и иная форма объединений — джамааты, то есть союзы вольных обществ, конфессиональные объедения.

### Джамаат
Жама’ат — крупная конфессионально-территориальная община у лезгин, во главе каждого джамаата стоит имам. Сельскими же джамаатами руководят чІехибур (аксакалы), а имамы ведут судебные дела на основе законов шариата. Высший орган джамаатства — «Народное собрание» — Ким. Часто русские под вольными обществами (Ахтыпара, Алтыпара и т. д.) имели ввиду лезгинские джамааты.

## Расселение
За весь период существования сихилов не прекращалось переселение лезгин из одного общества в другое, например сихил «ХІасанбегар/ХІасбакар» переселились из Манкулидхюра Гусарского района в Курахский район, селение Ашар. А вот сихил «Къурушар» наоборот из Дагестана переселились в Азербайджан, в село Каякент, таким образом ещё сильнее усиливались внутренние отношения сихилов. В результате сегодня в отдаленных друг от друга лезгинских селениях можно встретить представителей одного сихила, у которых был один предок «чІехи бо» и являются родственниками «мирасар».
| Географическое название | Географическое название | Исторические сведения     | Исторические сведения                | Современные сведения   | Современные сведения |
| Географическое название | Географическое название | Общество                  | Территория                           | Классификация          | Локализация |
| Агул                    | Агъул                   | агъулар                   | Агъул                                | народ                  | Агульский район, сев. часть Курахского района РД |
| Агул                    | Агъул                   | кІеренар                  | КІерен                               | общество               | Агульский район, сев. часть Курахского района РД |
| Агул                    | Агъул                   | къушанар                  | Къушан                               | общество               | Агульский район, сев. часть Курахского района РД |
| Ахты                    | Ахцагь                  | ахцагьар                  | Ахцагь                               | общество               | Ахтынский, Докузпаринские районы РД, Габалинский, Огузский и сев. часть Исмаилинского района, также частично Шекинский, Агдашский и Геокчайские районы РА |
| Ахты                    | Ахцагь                  | чІуьтхуьрвияр             | ЧІуьтхуьр                            | общество               | Ахтынский, Докузпаринские районы РД, Габалинский, Огузский и сев. часть Исмаилинского района, также частично Шекинский, Агдашский и Геокчайские районы РА |
| Ахты                    | Ахцагь                  | фийвияр                   | Фий, Гдым                            | общество               | Ахтынский, Докузпаринские районы РД, Габалинский, Огузский и сев. часть Исмаилинского района, также частично Шекинский, Агдашский и Геокчайские районы РА |
| Ахты                    | Ахцагь                  | къурушар                  | Къуруш                               | общество               | Ахтынский, Докузпаринские районы РД, Габалинский, Огузский и сев. часть Исмаилинского района, также частично Шекинский, Агдашский и Геокчайские районы РА |
| Ахты                    | Ахцагь                  | чепервияр                 | Чепер                                | общество               | Ахтынский, Докузпаринские районы РД, Габалинский, Огузский и сев. часть Исмаилинского района, также частично Шекинский, Агдашский и Геокчайские районы РА |
| Ахты                    | Ахцагь                  | филисхъар                 | Филисхъ (совр. Огуз, Габала)         | общество               | Ахтынский, Докузпаринские районы РД, Габалинский, Огузский и сев. часть Исмаилинского района, также частично Шекинский, Агдашский и Геокчайские районы РА |
| Кусары                  | КцІар                   | кцІарвияр                 | КцІар                                | общество               | Гусарский район, сев. часть Губинского и Хачмазского районов РА                                                                                           |
| Кюра                    | Куьре                   | куьрегуьяр                | Куьре                                | общество               | Магарамкентский, Сулейман-Стальский, Курахские районы, юж. часть Хивского и Дербентского районов РД                                                       |
| Кюра                    | Куьре                   | яркар                     | Ярку                                 | общество               | Магарамкентский, Сулейман-Стальский, Курахские районы, юж. часть Хивского и Дербентского районов РД                                                       |
| Кюра                    | Куьре                   | кьурагьвияр               | Кьурагь                              | общество               | Магарамкентский, Сулейман-Стальский, Курахские районы, юж. часть Хивского и Дербентского районов РД                                                       |
| Кюра                    | Куьре                   | гелхенар                  | Гелхен                               | общество               | Магарамкентский, Сулейман-Стальский, Курахские районы, юж. часть Хивского и Дербентского районов РД                                                       |
| Кюра                    | Куьре                   | гилияр                    | Гили                                 | общество               | Магарамкентский, Сулейман-Стальский, Курахские районы, юж. часть Хивского и Дербентского районов РД                                                       |
| Рутул                   | Рутул, Мыхӏа            | мыхІабишды                | Мыхӏа                                | народ                  | вост. часть Рутульского района РД и сев. часть Шекинского района РА                                                                                       |
| Рутул                   | Рутул, Мыхӏа            | сыназыр                   | Сыназ                                | общество               | вост. часть Рутульского района РД и сев. часть Шекинского района РА                                                                                       |
| Рутул                   | Рутул, Мыхӏа            | хинавар                   | Хинав                                | общество, иногда народ | вост. часть Рутульского района РД и сев. часть Шекинского района РА                                                                                       |
| Табасаран               | Табасаран               | гъамгъамар                | ТІивак, Хурик, Кухрик, Сугак, Курхак | общество               | Табасаранский район, сев. часть Хивского района и частично Дербентские районы РД                                                                          |
| Табасаран               | Табасаран               | къабгъанар (агул. уханар) | Калух, Нитрих, Этег                  | народ                  | Табасаранский район, сев. часть Хивского района и частично Дербентские районы РД                                                                          |
| Цахур                   | ЦІахур, ЦІаІх           | Гелмецар                  | Гелмец, Курдул-Лек                   | общество               | зап. часть Рутульского района РД, северо-вост. часть Закатальского и Кахского районов РА                                                                  |
| Цахур                   | ЦІахур, ЦІаІх           | ЦІаІхбы                   | ЦІахур                               | народ                  | зап. часть Рутульского района РД, северо-вост. часть Закатальского и Кахского районов РА                                                                  |

## Джамааты

### Агульский джамаат
Агульский джамаат (Агульцы) (самоназ.; Агъулар) — вольные горные общества, вплоть до начала XXI века самоидентифицируют себя лезгинами.
Этноним «агулы» произошёл от географического названия местности Агул-дере. Однако в прошлом не все агулы себя именовали агъулар. Например, жители Кушан-дере себя называли къушанар, а жители Керен-дере — кІеренар.
В советский период все жители трёх обществ (Агул-дере, Кушан-дере, Керен-дере) официально стали именоваться агулами.
В Агул входит 3 общества и 20 сихилов:
- Агульцы (самоназ.: агъулар) 7 сихилов — Типагъар, Гъугъваяр (Гоанцы), Дулдугъар, Дуруштулар, Хутхулар, Мисияр, Гехъуьнар (Буркиханцы)
- Керенцы (самоназ.: кІеренар) 6 сихилов — ЧІаяр (Ричинцы), Бедуьгъар, Хвережер, Усугъар, Укузар, Курдалар.
- Кошанцы (самоназ.: къушанар) 7 сихилов — Арсугъар, ЦІирхьеяр, Худигъар, Буршагьар, Яркугъар, Куьрегъар, Фитеяр.

### Ахтынский джамаат
Ахтынский джамаат (Ахтынцы, Ахцахцы) (самоназ.; Эхцегьар) — многочисленное лезгинское горное общество. К ним также употребляется географическое наименования; самурцы, самурские горцы. Территория исторического расселение общества Эхцехар соответствуют современным Ахтынскому, Докузпаринскому, частично Рутульскому районам Дагестана, а также Огузскому, Исмаиллинскому, Габалинскому и частично Шекинскому, Агдашскому и Гёйчайским районам Азербайджана. Сформировались в Самурской долине в исторической области Эхцегь, оттуда же берут своё название.
Эхцехьар:
- Алхасарар, Ахмедар, Ахмединбур, Валбацар, Велияр, Исмихнар, Кабанияр, Канашар, КІакІахар, КІенешар, КІисрияр, Къазияр, Къуьлияр, Лагъайсар, ЛенпІияр, Макӏатар, Мурсалар, ПІекъвер, Саидар, Серияр, Терзияр, Убакар,Хишилар, Халхалар, Ххуркъар, Церевар, Чабалар.[10]

Мискичар:
- Агьмедар, Агъацарар, Ашар, Бацар, Бинетар, Гылар, Давутар, Джардаяр, ИчӀер, Какамар, Качумар, Келбияр, КурукӀнар, Къайитар, Къантарар, Къараяр, КӀаркӀарар, КӀачӀамар, КӀашар, КӀипӀичар, Лезгерар, Лгар, Махтумар, Мемекьар, Мемехар, Мидикьар, Миримар, Пир-Незерар, Саларар, СтӀурар, Такацар, Ташкьуяр, Фезлияр, ХартӀукӀар, Храхар, Хъукъуяр, Чепер, ЧӀимикьар, Шах-Асварар, Шебияр, Ших-Мурадар, Ших-Саравар, Ялцугъар, Яралияр и др.[11]

### Кусарский джамаат
Кусарский джамаат (Кусарцы, Кцарцы) (самоназ.; КцІарвияр, исторически; Мюшкюрцы) — в русских источниках нередко представителей Кцӏара именуют кубинцами, хотя самим лезгинам чуждо это название, они сами себя называют кцӏарвияр, а большинство вообще не выделяет свое общество и просто называют себя лезгинами. Территория исторического расселение общества Кцӏарвияр соответствуют Кусарскому Кубинскому, Хачмазскому районам а также частично Габалинскому району Азербайджана.
| Сихил (клан, род)                            | Сихил (клан, род)              | КІар / Мирес | Сув (гора)                         | Основали                                 | Коментарний |
| Аваран                                       | Бахцугъар (Аваранвияр)         | 1.Али кІар 2.Баш кІар 3.Хушум кІар 4.Тумакь кІар 5.Ворха (Фарух) кІар 6.Тадам (Дедем) кІар 7.ЦІарал сихил (бывший сихил село которого унистоженно)                                                              | Бахцугъ сув                        | Бахцугъ, ЧІехи Аваран, Паласа Аваран     | Название сихила происходит от горы Бахцуг. *По легенде было 7 братьев; Царал, Пирал, Чувал, Кавал, Мурцал, Курукал и Харсал. У каждого было свое село. |
| Аджахур, Эчехюр                              | ЭчІеяр (ЭчІехуьрвияр)          | 1.АмутІ кІар 2.Алихан кІар (потомки Абрека Алихана) 3.АхІмат кІар 4.Муьнкуьт кІар 5.Туькуьла кІар 6.Шуьгънуь кІар 7.Хьажи кІар 8.Фекьи кІар 9.Муьхкуьт кІар 10.Батма кІар 11. Имам кІар                         | ЭчІе сув                           | ЭчІехуьр                                 | Название происходит от горы Эчесув. Один из самых многочисленных сихилов, именно в этом селе произошло аджахурское сражение.                           |
| Атлухан                                      | Кузунвияр (Атлухани Кузунвияр) | 1.Мегьен кІар 2.ТатІах кІар 3.Талакь кІар 4.Кемеч кІар 5.ХІизар кІар 6.Явгъу (Якьуб) кІар | Кас сув                            | Кузун (родовой центр), Атлухан (отселок) | Село основал сихил кузунар. |
| Арчан                                        | Арчанар                        | Арчан сихил | Арчан сув                          | Арчан хуьр                               | Сихил основал человек по имени Арчо (ХІарчуа) |
| Бадиркала, Бедир-кале                        | ПтІирар                        | 1.Тугъул кІар (Тугъул — честный) 2.ТипІер кІар (ТипІ — сокол) 3. Лигьижар кІар 4. ШутІар кІар (шатІ — стойкий)                                                                                                  | ПтІиран сув                        | ПтІир хуьр                               | Сихил основал человек по имени ПтІир. Птир и Птиш были братьями, имеют родственые связи с сихилом ЛакІар.                                              |
| Бадишкала, Бадиш-кале (в народе Бандит-кала) | ПтІишар                        | 1.КъенцІем кІар (КъенцІем — самоуверенный) 2.Шамшам кІар 3. Цеме кІар 4. ХьунчІа кІар 5. Перцив-векь-ядайбур кІар 6. Мерзеханар кІар 7. Кичи кІар 8. КьимицІ кІар                                               | ПтІишан сув                        | ПтІиш хуьр                               | Сихил основал человек по имени ПтІиш. Птир и Птиш были братьями, имеют родственые связи с сихилом ЛакІар.                                              |
| Чакарцы                                      | ЧІакІарар                      | 1.Улхас(Алхаз) кІар 2.Незер(Ницар) кІар 3. Верза(Везир) кІар 4. Мулаткай 5. Кьежелар (бывший сихил село которого унистоженно) 5. Сарахар (бывший сихил село которого унистоженно) 6.Кьасумакай 7. Ахасакай 8. Т | ЧІакІан сув, Кьежел сув, Сарах сув | ЧІакІар, Гъочи-ЧІакІар                   | |
| Унухцы, Унугцы, Аныхцы, Энигцы               | Уьнуьгъар                      | 1. Айдаткай 2. Чавкъалакай 3. Фекьияр 4. ХІажиханакай 5. ПигІемакай 6. Датлаткай 7. Кесдиткай 8. Абубакарикай                                                                                                   | Уьнуьгъ сув                        | Уьнуьгъ, Гъочи-Уьнуьгъ                   | |
|                                              | Муругъар (Мурухцы, Моругцы)    | 1.МегІенакай 2.Якъубакай 3.Татахакай 4.Хаситкай 5. Кемечакай 6. Махьтидкай | Мурх сув                           | ЧІехи-Муругъ,                            | |
|                                              | СтІурар (Судурцы)              | 1.БатІакай, 2. Эскаракай | СутІар сув                         | СтІур, Гъочи-СтІур                       | |
| Кузунцы                                      | Кузунар/Кзунар                 | 1.Талакай 2. Немцакай 3. Хазракай 4. Къадиткай | Кас сув                            | Кзун, Атлухан                            | |
|                                              | Лаццар/Лацарвияр               | 1. Шатакай 2. Тачанакай 3. КІетакай (Хинелугъарикай) 4. КІекрезчирайбурукай 5. Рухкалчукайбурукай | Лацар сув                          | Лацар                                    | |
| Чатгунцы                                     | ЧІеткуьнар                     | | Кас сув                            | ЧІеткуьн                                 | |
|                                              | Вурвар (Вурвинцы, Урвинцы)     | | Вурван сув                         | Вурвар, Гъочи Вурвар                     | |
| Ширвановцы (Жители Ширвановки)               | ШабукІар                       | |                                    |                                          | |
|                                              | ТІигьирар (Тагирджальцы)       | |                                    |                                          | |
|                                              | Суважалар (Суваджальцы)        | |                                    |                                          | |
|                                              | ЛакІарар                       | |                                    |                                          | |
|                                              | Хураяр                         | |                                    |                                          | |
|                                              | ЦІалгурар                      | |                                    |                                          | |
|                                              | Хуьрелар                       | |                                    |                                          | |
|                                              |                                | |                                    |                                          | |
|                                              | Хтар/Худатвияр                 | |                                    |                                          | |
|                                              | ЭвечІугъар                     | |                                    |                                          | |
|                                              | Хьилар/Хьиливияр               | |                                    |                                          | |
|                                              | Пиралар (Пиральцы)             | |                                    |                                          | |
|                                              | Чпирар (Джебирцы)              | |                                    |                                          | |
|                                              | Лечетар                        | |                                    |                                          | |
|                                              | КІиригар (Киригцы)             | |                                    |                                          | |
|                                              | КІижер (Неджефхурцы)           | |                                    |                                          | |
|                                              | Хуьлуьхар (Хулухцы)            | |                                    |                                          | |
|                                              | МучІугъар (Муджухцы)           | |                                    |                                          | |
|                                              | Курар/Крар                     | |                                    |                                          | |
|                                              | ЭчІеяр/ЭчІерхуьрвияр           | |                                    |                                          | |
|                                              | Кчанар (Гиджанцы)              | |                                    |                                          | |
|                                              | ГенервацІар                    | |                                    |                                          | |
|                                              | Кутургъанар                    | |                                    |                                          | |
|                                              | Кьуьхуьрар                     | |                                    |                                          | |
|                                              | ЦІехуьлар                      | |                                    |                                          | |
|                                              | Калунхуьрар                    | |                                    |                                          | |
|                                              | КІележугъар (Каладжукцы)       | |                                    |                                          | |
|                                              | ЦІихуьрар (Зейхурцы)           | |                                    |                                          | |
|                                              | ПтІишар (Бадишкалинцы)         | |                                    |                                          | |
|                                              |                                | |                                    |                                          | |
|                                              | Салахьар                       | |                                    |                                          | |
|                                              | КІуфар                         | |                                    |                                          | |
|                                              | КІаратІар                      | |                                    |                                          | |
|                                              | ТІагъарар                      | |                                    |                                          | |
|                                              | Кьилехар                       | |                                    |                                          | |
|                                              | Минехуьрер                     | |                                    |                                          | |
|                                              | Яргунар (Яргунцы)              | |                                    |                                          | |
|                                              | Ясабар (Ясабцы)                | |                                    |                                          | |

### Кюринский джамаат
Кюринский джамаат (Кюринцы) (самоназ.; Куьрегуьяр) — самое многочисленное лезгинское общество (джамаат). Территория исторического расселение общества Кюреяр соответствуют современным Сулейман-Стальскому, Магарамкетскому, Курахскому а также частично Дербентскому и Хивскому районам Дагестана. Сформировались в исторической области Кюра. Иногда ошибочно всех лезгин называли кюринцами.
Кюринский джамаат включает около 150 сихилов:

### Табасаранский джамаат
Табасаранский джамаат (Табасаранцы) (самоназ.; Табасаранар) — горное, а также предгорное общество, часто подчёркивают свою собственную этническую идентичность. Территория исторического расселение общества Табасаранар соответствуют современным Табасаранскому а также частично Хивскому и Дербентским районам Дагестана.
Табасаранский джамаат включает около 70 сихилов:
1. Акъаяр (Аккинцы)
2. Ахьнаяр (Афнаяр)
3. АрцІугъар (Арчугъар)
4. Бухьнагъар
5. Верчикар
6. ВертІилар
7. Гьесихъар (Гисикьар)
8. Ккувлигъар
9. Ккумияр
10. Ккурихъар
11. Гурхунар
12. Гюгьрягъар
13. Дагьнияр
14. ЖугътІилар
15. Жвуллияр
16. Жулжагъар
17. Жулжунифар
18. ТІивакар
19. КІувагъар
20. Кувигъар
21. Къужникар
22. Кьуликкар
23. Кьулифар
24. Крар (Куркакар, Кюрягъар) — пришли из Кюры
25. Лижваяр
26. ЛакІаяр (Ляхяяр, Ликаяр)
27. Ляхьлаяр
28. Мажвгьулар
29. НицІрацІар (НичІрасар)
30. Пелекьар (Пилигъар) — пришли из Рутула
31. Ругужар
32. Рушвилар — пришли из Агула
33. ЦІумагьар (СертІиляр)
34. СтичІар (СичІар) — также основали Новый Сыртыч.
35. ТІитІелар
36. ТинитІар
37. ТІюрягъар
38. Турифар
39. Ургъаяр
40. УртІилар
41. Улузар
42. Улзигъар
43. Уьшнуьгъар
44. ФуркІиляр
45. Фурдагъар
46. Халагъар
47. Ханакьар
48. ХурсатІилар
49. Хореджар — выходцы из Кураха.
50. ГьепІилар
51. Гъвандикар
52. ГъуштІилар
53. Хьарагъар
54. Хюряхъар
55. ХустІилар
56. ЦІанакар
57. ЦІантІилар
58. ЦІуртІилар
59. ЦІухтІигъар (ЦІудугьар)
60. Чувекар
61. Чвӏурдафар
62. ЧІилихъар
63. ЧІирияр (джарагцы) — один из многочисленных сихилов, включает 20 тухумов.
64. Шилеяр
65. Яргъулар (Юргюлигъар, Яргъилар)
66. ЯхьтІигьар (Ягъдыгъар)
67. Яркъар (не путать с Ярагъар)

### ЦІахурский джамаат
Цахурский джамаат (Цахурцы) (самоназ.; ЦІахбы) — горное общество. Территория исторического расселение общества ЦІахур соответствуют современным Рутульскому району Дагестана и частично Закатальскому и Кахским районам Азербайджана.
Этноним «цахуры» (цахи) происходит от наименования аула Цахур.
В джамаат входит 20 сихилов:
1. ЦІахурар (ЦІаІхбы) — самый многочисленный сихил, распространивший своё название на весь джамаат (общество) в этот сихил входит 7 крупных мирасов (тухумов). Родовое село Цахур ((ЦІаІх)
2. Гелмецар — один из многочисленных сихилов, включает 25 мирасов (фамилий).
3. Курдулар (Курдул-Лек) — выходцы из села Хнов.
4. Микьикар — включает 18 мирасов (фамилий).
5. Мишлешар (МичІлецар) — один из многочисленных сихилов. Родовое село Мишлеш, также основали Новый Мишлеш в Бабаюртовском районе и Мишлеш(Чинчар) в Закатальском. Сихил возник путем слияния Хьеегь, Гӏака и Маллейн-атта.
6. Хьиягъар — малочисленный сихил.
7. СуьгъуьтІар — включает 4 мираса
8. Муслагъар (Муцлагъар) — включает 20 мирасов
9. Отталар (ГьотІалар) — многочисленный сихил
10. Къуршар (Корш) — выходцы из села Куруш.
11. ЧІинигьар (Джынных) — включает 16 мирасов.
12. Кьилелар (Кальял)
13. Мухахар — многочисленный сихил, родовое село Мухах, также основали Дагъайбна-Мухах в Закаталах.
14. Мамрухар
15. Касар
16. ЛекьитІар
17. Кьаркьаяр
18. Сапынджияр (СпІинчІар)
19. Сарвагъар (Сарвагелар)
20. Гъудбарагьар (Гъудборх)

## Исконные фамилии
До XIX века фамилий, в современном понимании, среди лезгин и других нахско-дагестанских народов не существовало.
В XIX веке, под влиянием европейской и российской культуры, некоторые из числа лезгин и других кавказских народов стали брать себе современные фамилии окончаниями на -ов, -ова, -ев, -ева.
Массовое появление фамилий в лезгинских обществе относится к XX веку, когда, после установления советской власти, они получили официальную форму.
В настоящее время в Азербайджане среди лезгин распространена практика избавления от русифицированных фамилий, путём замены на -лы или -ли (например семья известная Раджабовых стали Раджабли) или сокращения окончаний (например, Ахмед вместо Ахмедов), также в последнее годы распространяется практика замены на лезгинские -рин -ви (например Абубакарин/Абубакрви вместо Абубакаров).
Однако до XIX века лезгины вместо всех перечисленных выше вариантов использовали в качестве фамилия свой сихил, причём сихил употребляли впереди собственного имени (например Ярагъ Шейх-Мухаммад, Штул Хаджи-Мухаммад, КІири Буба, ЯлцІугъ Мухаммад-Амин, Лгар Шейх-Абдулхамид и др.)